# Parafia św. Mikołaja w Pilot Point
Parafia św. Mikołaja – parafia prawosławna w Pilot Point, w dekanacie Unalaska diecezji Alaski Kościoła Prawosławnego w Ameryce.
Założona w 1912 przez rosyjskich misjonarzy. Posiada drewnianą cerkiew, obok której znajduje się niewielki cmentarz.